# هاجم العيازرة
هاجم ذيب العيازرة (1945) شاعر سوري. ولد في قرية بصير من محافظة درعا، ودرس فيها. انتسب إلى دار المعلّمين بحلب، وتخرّج بشهادتها عام 1968. عمل مدرّسًا مدة، ثم انتقل إلى التوجية التربوي في المدارس. نشر شعره في المجلات والصحف السورية وله دواوين شعرية.

## سيرته
ولد هاجم ذيب العيازرة سنة 1945 في قرية بصير من محافظة درعا. أنهى المرحلة الابتدائية في مدرسة القرية سنة 1958، ثم انقطع عن الدراسة النظامية، ونال الشهادة الاعدادية من المنازل 1961، ثم تابع دراسته الثانوية في دمشق، ونال شهادة الثانوية العامة، الفرع الأدبي، 1965. تابع دراسته في جامعة دمشق بكلية الآداب بقسم اللغة العربية، ولكنه انقطع عن الدراسة بعد ثلاث سنوات ليلتحق بدار المعلمين بحلب ويتخرج فيها سنة 1968.

عمل بالتدريس بعد تخرجة من دار المعلمين، ثم موجهًا تربويًا في مدارس بسوريا. عيّن رئيسًا لفرع اتحاد الكتاب العرب بدرعا وهو عضو جمعية الشعر باتحاد. 

## جوائزه وتكريمه
- أغسطس 2019: وزارة الثقافة في مهرجان درعا الثقافي.[6]

## مؤلفاته
من دواوينه الشعرية:
- يمانيات، 1992
- قناديل على أبراج الشام، 1992
- غناء العصافير، أربع مسرحيات غنائية للأطفال، 1992
- الصحوة، 1993
- أغنيات للمدن النائمة، 2000
- لقادمٍ لن يأتي، 2005

## وصلات خارجية
- هاجم العيازرة على موقع أرشيف الشارخ.
- في موقع أرشيف المجلات